# زيوة (أرومية)
زيوة (بالكردية: زێوە) هي إحدى القرى التابعة لـمرغور في ريف قسم سيلوانه من مقاطعة أرومية، في محافظة أذربیجان الغربیة الإيرانية.

## السكان
حسب إحصاءات سنة 2006، بلغ إجمالي السكان في زيوه 987 نسمة وعدد المساكن 188 مسكن. لغة سكان زيوه هي اللغة الكردية و هم من أهل السنة والجماعة والمذهب الشافعي.